# Araeopteron fasciale
Araeopteron fasciale är en fjärilsart som beskrevs av George Francis Hampson 1896. Araeopteron fasciale ingår i släktet Araeopteron och familjen nattflyn. Inga underarter finns listade i Catalogue of Life.